# Phyllanthus rhabdocarpus
Phyllanthus rhabdocarpus là một loài thực vật có hoa trong họ Diệp hạ châu. Loài này được Müll.Arg. miêu tả khoa học đầu tiên năm 1866.